# Сагартия
Сагартия (лат. Sagartia) — род одиночных коралловых полипов из отряда актиний (Actinaria). Высота расправившегося полипа — до 9 см, диаметр орального диска — до 6 см. Оральный (ротовой) диск окружён венчиком из многочисленных (до 600) щупалец. Сагартии обладают весьма яркой, пёстрой окраской: бурых, жёлтых и красных тонов. Эти актинии прикрепляются основанием (подошвой) к твёрдым предметам на глубинах до 26 метров (12 саженей).

## Таксономия
В роде насчитывают 28 видов:
- Sagartia affinis Johnson, 1861
- Sagartia albovirdis Kirk et Stuckey, 1909
- Sagartia aurora (Gosse, 1854)
- Sagartia capensis Pax, 1922
- Sagartia carcinophila Verrill, 1869
- Sagartia catalinensis McPeak, 1968
- Sagartia crispata Verrill, 1869
- Sagartia elegans (Dalyell, 1848)
- Sagartia expansa (Stimpson, 1856)
- Sagartia hastata Wright, 1859
- Sagartia herpetodes (McMurrich, 1904)
- Sagartia ichthystoma Gosse, 1858
- Sagartia lessonii (Lesson, 1830)
- Sagartia minima Pax, 1922
- Sagartia napensis (Stimpson, 1856)
- Sagartia nigropunctata (Stimpson, 1856)
- Sagartia nymphaea (Drayton in Dana, 1846)
- Sagartia ornata (Holdsworth, 1855)
- Sagartia panamensis Verrill, 1869
- Sagartia problematica Pax, 1922
- Sagartia pura (Alder, 1858)
- Sagartia rhododactylos (Grube, 1840)
- Sagartia rockalliensis Carlgren, 1924
- Sagartia rubroalba (Quoy et Gaimard, 1833)
- Sagartia sobolescens Gravier, 1918
- Sagartia sociabilis Gravier, 1918
- Sagartia splendens Danielssen, 1890
- Sagartia troglodytes (Price in Johnston, 1847)